# Введенская церковь (Курск)
Храм Введе́ния Пресвято́й Богоро́дицы во Храм (Введе́нская це́рковь) — православный храм в Железнодорожном округе города Курска на пересечении улиц Дубровинского и Маяковского в историческом районе Ямская слобода. Памятник архитектуры местного значения. Настоятелем храма является архиепископ Курский и Рыльский Герман.

## История
Первое упоминание о храме Введения Пречистой Богородицы с приделом святых мучеников Флора и Лавра в Ямской слободе относится к 1628 году. В 1647 году церковь была разорена крымскими татарами, а священник захвачен ими. Современное здание храма построено в 1761 году, частично передаёт черты предыдущего. Новую церковь построили повыше от расположения прежней, на бугре, так как на старом месте было очень топко. Храм являлся центром пригородной Ямской слободы. В 1872 году была перестроена каменная колокольня. Каждый год во время Крестного хода из Коренной пустыни в Знаменский собор Курска чудотворная Курская Коренная икона Божией Матери «Знамение» на ночь с 12 на 13 сентября оставалась в Введенской церкви.
В 1916 году в церковном приходе Введенской церкви состояло более 7000 прихожан.
В августе 1939 года храм был закрыт, колокольня вскоре разобрана, а внутри разместился рынок, в алтаре находился хлебный магазин. Была разрушена ограда, церковь лишилась внутреннего убранства, иконостасов, росписей, икон, богослужебной утвари, из окон были вырваны старинные художественные решётки. Богослужения были возобновлены в конце 1941 года и с этого времени больше не прекращались.
Утраченная колокольня восстановлена в 2007 году по новому проекту архитектора Елены Холодовой, так как в архивах не сохранилось изображений церкви, сделанных до частичного разрушения. Территория Введенской церкви была расширена, построен новый административно-бытовой корпус, с северной стороны у храма возведён церковный дом с мансардой и цокольным этажом (по проекту архитекторов Н. Петлиной и А. Гамова).

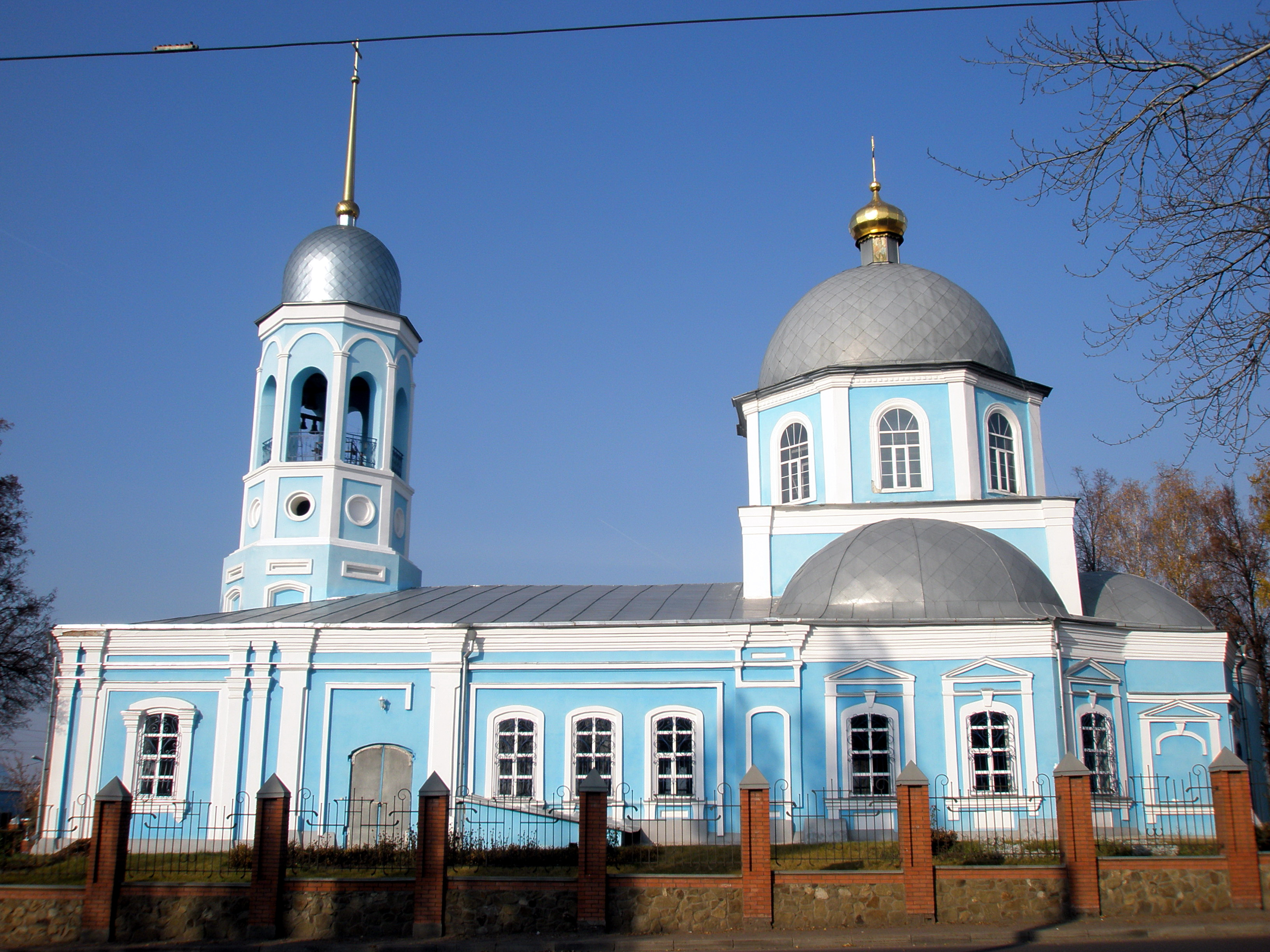

## Архитектура храма
Кирпичный трёхнефный одноглавый храм, главный объём которого представляет собой восьмерик на четверике под высоким купольным сводом, с тремя апсидами (двумя трёхгранными по сторонам и полукруглой в центре). На уровне кровли к четверику основного объёма примыкают три полукупола, один из них завершает полукруглую центральную апсиду.
Храм имеет три престола: центральный — Введения во храм Пресвятой Богородицы; два боковых — во имя мучеников Флора и Лавра; трёх святителей — Василия Великого, Григория Богослова и Иоанна Златоуста.